# Julia Schiffarth
Julia Schiffarth (* 5. Oktober 2007 in Köln) ist eine deutsche Fußballspielerin, die seit 2021 dem 1. FC Köln angehört.

## Karriere

### Vereine
Schiffarth gehörte im Alter von 14 Jahren bereits der B-Jugendmannschaft des 1. FC Köln an, für die sie vom 14. August 2021 (1. Spieltag) bis zum 28. Mai 2022 (22. Spieltag) in 16 Punktspielen in der Staffel West/Südwest der B-Juniorinnen-Bundesliga eingesetzt wurde und acht Tore erzielte; ihr erstes gelang ihr am 21. August 2021 (2. Spieltag) beim 3:0-Sieg im Auswärtsspiel gegen den TuS Issel mit dem Treffer zur 1:0-Führung in der 41. Minute. In der Folgesaison kam sie in zehn Punktspielen zum Einsatz, in denen ihr sechs Tore gelangen. Zuvor wurde sie bereits sporadisch in Punktspielen der Zweitvertretung des Stammvereins eingesetzt. Im Zeitraum Februar – April bestritt sie fünf Punktspiele in der 2. Bundesliga, wobei sie in dieser Spielklasse am 19. Februar 2023 (10. Spieltag) bei der 2:3-Niederlage im Heimspiel gegen den FC Carl Zeiss Jena von der ersten bis zur 67. Minute ihr Debüt gab. Seit der Saison 2023/24 spielt sie für die Zweitvertretung in der drittklassigen Regionalliga West. In ihrer ersten Drittligasaison kam sie 18 Mal zu Punktspielen und auch Tore im Seniorinnenbereich stellten sich ein – 12 an der Zahl. Ihr erstes gelang ihr am 8. Oktober 2023 (7. Spieltag) beim 3:0-Sieg im Heimspiel gegen den FSV Gütersloh 2009 mit dem Treffer zum Endstand in der 69. Minute.
Für die erste Mannschaft gab sie ihr Pflichtspieldebüt in der Bundesliga; am 19. Oktober 2024 (7. Spieltag) wurde sie beim 2:2-Unentschieden im Auswärtsspiel gegen den FC Carl Zeiss Jena in der 81. Minute für Laura Donhauser eingewechselt. Am 25. März 2025  hat sie ihren ersten Profivertrag (bei den FC-Frauen) unterschrieben.

### Auswahl- / Nationalmannschaft
Schiffarth kam als Spielerin der U19-Auswahlmannschaft des Fußballverbandes Mittelrhein vom 1. bis zum 3. Oktober 2024 in drei Turnierspielen um den DFB-Länderpokal an der Sportschule Wedau in Duisburg zum Einsatz und erzielte ein Tor.
Für den DFB spielte sie erstmals in der U15-Nationalmannschaft, die am 12. Juni 2022 in Schalkhaar (Gemeinde Deventer, Provinz Overijssel) das in Freundschaft ausgetragene Länderspiel gegen die U15-Nationalmannschaft der Niederlande torlos beendete; sie wurde in der 51. Minute für Greta Hünten eingewechselt. In ihrem zweiten Länderspiel – drei Tage später in Nordhorn – unterlag sie mit ihrer Mannschaft der US-amerikanischen U15-Nationalmannschaft mit 1:3. Im Spieljahr 2023 bestritt sie drei Länderspiele im Rahmen des „UEFA Development Tournament“ für die U16-Nationalmannschaft. In Vila Real de Santo António endeten die Vergleiche mit den U16-Nationalmannschaften Englands, Italiens und der Niederlande 3:2 i. E., 1:2 und 4:1. 
Für die U17-Nationalmannschaft wurde sie in fünf von sechs EM-Qualifikationsspielen (3 in der ersten und 2 in der Eliterunde) berücksichtigt. Am 20. Oktober 2023, im letzten Spiel der ersten Qualifikationsrunde, erzielte sie beim 7:1-Sieg über die U17-Nationalmannschaft Rumäniens in Duisburg mit dem Treffer zum 7:0 in der 70. Minute ihr erstes Länderspieltor. Ein weiteres gelang ihr in ihrem zweiten von vier Freundschaftsspielen am 27. Februar 2024 in Pisa beim 2:0-Sieg über die U17-Nationalmannschaft Italiens mit dem Treffer zum 1:0 in der 59. Minute.
Für die U19-Nationalmannschaft kam sie am 22. und 25. Februar 2025 jeweils in Alicante gegen die U19-Nationalmannschaften Schwedens und Italiens zum Zuge, die beide mit 2:0 bezwungen werden konnten.